# Rineloricaria magdalenae
Rineloricaria magdalenae és una espècie de peix de la família dels loricàrids i de l'ordre dels siluriformes. Va ser descrit per l'ictiòleg austríac Franz Steindachner (1834-1919) el 1879.

## Morfologia
Els adults poden assolir fins a 20 cm de longitud total.

## Distribució geogràfica
Es troba a Sud-amèrica, a les conques dels rius Magdalena, Sinú i Catatumbo, a Colòmbia.